# Metro (Verenigd Koninkrijk)
Metro is een gratis dagblad in het Verenigd Koninkrijk.

## Historiek
De krant, uitgegeven door de Daily Mail and General Trust (DMGT), verscheen voor het eerst op 16 maart 1999. Aanvankelijk verscheen het dagblad uitsluitend in Londen, later werd er ook in Manchester en Birmingham verdeeld. In 2009 werd de krant in 16 Britse steden verspreid en bereikte ze ca. 1,3 miljoen lezers. In 2017 werd Metro het meest gelezen dagblad in het Verenigd Koninkrijk en in maart 2018 werd concurrent The Sun overklast in het aantal prints in circulatie.